# Phyllomedusa sauvagii
La rana mono encerada (Phyllomedusa sauvagii) es una especie de anfibio anuro de la familia Phyllomedusidae de costumbres arborícolas, nativo del chaco en Perú, Argentina, Bolivia, Paraguay y en ciertas zonas cercanas de Brasil; rara vez salta y es de movimientos lentos. 
El dimorfismo sexual no es muy notorio; las hembras suelen ser un poco más grandes que los machos, que desarrollan un punto negro en sus pulgares, en la época de apareamiento.
Desova en hojas dobladas, sobre los charcos de modo que los renacuajos caigan al agua cuando eclosionen.